# Tina Mette Rasmussen
Tina Mette Rasmussen (født 1972 i Osted) er en dansk historiker, litteraturhistoriker og fagbogsforfatter.

## Uddannelse
Tina Mette Rasmussen gik i Fløng Skole i Hedehusene og blev student ved Høng Gymnasium og HF. Cand. mag. i historie og dansk fra Aalborg Universitet i 2005.

## Udgivelser
Hun har udgivet Hvorfor kristendommen? Konstantin den Store, pagten og magten, Nordøsten forlag 2009 (sammen med Hugo Hørlych Karlsen), og har blandt andet bidraget med artikler til tidsskrifterne PLYS og BUM.